# Iwan Sikorski
Iwan Aleksiejewicz Sikorski (ros. Иван Алексеевич Сикорский; ur. 14 maja?/26 maja 1842 w Antonowie w ujeździe skwirskim, zm. 14 lutego 1919 w Kijowie) – rosyjski lekarz psychiatra, profesor Uniwersytetu Kijowskiego. Ideolog rosyjskiego nacjonalizmu, biegły oskarżenia w procesie Bejlisa. Autor ponad stu prac naukowych. Ojciec konstruktora lotniczego Igora Sikorskiego (1889–1972).
W 1869 roku ukończył z wyróżnieniem studia medyczne na Uniwersytecie Kijowskim, a w 1872 roku otrzymał tytuł doktora medycyny. Od roku 1873 w Sankt Petersburgu był docentem prywatnym w Klinice Chorób Psychicznych Akademii Medyko-Chirurgicznej, kierowanej wówczas przez Balińskiego. W 1882 roku został asystentem w Szpitalu św. Mikołaja Cudotwórcy. Powrócił do Kijowa w 1885 roku, by jako profesor objąć  katedrę psychiatrii na Uniwersytecie.